# Supermiljöbloggen
Supermiljöbloggen (SMB) är en svensk webbplats med nyheter, kunskap och åsikter inom miljö och klimat. Verksamheten drivs av en ideell redaktion och styrelse. Supermiljöbloggen har ansvarigt utgivarskap (ansvarig utgivare är Jan Lindstén).      
Supermiljöbloggen beskriver sig själv som "oberoende miljövänlig" och skriver att deras skribenter är "engagerade, kunniga och drivs av att lyfta miljöpolitik och miljöfrågor i den svenska debatten".
Nuvarande redaktörer är Jan Lindstén (sedan 2022) och Lukas Frisell (sedan 2024). Tidigare har bland andra Annie Croona, Anna Ljungström, Beatrice Rindevall och Lorentz Tovatt varit redaktörer.     
Supermiljöbloggen publicerar nyheter, analyser, krönikor och faktaartiklar om bland annat energi, transporter, konsumtion, biologisk mångfald, föroreningar, politik och forskning. Bland skribenterna finns journalister, forskare, miljövetare och studenter.     

## Historik
Supermiljöbloggen grundades den 17 oktober 2010 som en reaktion på avsaknaden av miljöfrågor i Riksdagsvalet i Sverige 2010. De publicerar även serierutor av bland annat tecknaren Max Gustafson.
Namnet Supermiljöbloggen är en humoristisk blinkning till den så kallade Supermiljöpremien för elbilar.
SMB har bland annat uppmärksammats för en serie granskningar av tankesmedjan Timbro och dess finansiär Svenskt Näringsliv. Supermiljöbloggen har även deltagit i debatter i media och på evenemang, till exempel i Sveriges Radio och på Bokmässan. 
Sajten har genom åren haft en rad fristående krönikörer. Anders Wijkman, Johanna Grant, Mattias Svensson, Kitty Ehn, Mattias Goldmann, Shora Esmailian, Stefan Sundström, Gudrun Schyman, Sara Karlsson, Leif Öster och Frida Hylander är några av de kolumnister som skrivit eller skriver för SMB. Sajten hade också tidigare en podd, Supermiljöpodden.      

## Utmärkelser
Supermiljöbloggen har vunnit ett antal utmärkelser och priser.
Aftonbladets klimatjournalistpris 2024. Supermiljöbloggen tilldelades Aftonbladets årliga klimatjournalistpris i februari 2024. Priset delas ut till journalister som utmärkt sig inom klimatjournalistik med ett ansvarsutkrävande perspektiv. Jan Lindsten och Lukas Frisell från Supermiljöbloggen prisades för sin granskning av Timbros kopplingar till ExxonMobil. Granskningen avslöjade hur tankesmedjan under 90-talet tog emot finansiering från oljebolaget ExxonMobil via Atlas Network för att sprida klimatförnekelse i Sverige. Juryn lyfte fram grävets betydelse i att blottlägga fossillobbyns inflytande på svensk opinionsbildning och politik.
Årets miljöhjälte 2015. WWF utsåg Supermiljöbloggen till årets miljöhjälte i oktober 2015. Priset delas årligen ut till miljöhjältar som visat mod att gå mot strömmen, och som åstadkommit något nyskapande som kan göra en väsentlig skillnad för miljön.
Årets folkrörelse 2012. Dagens opinion utsåg i december 2012 Supermiljöbloggen till årets folkrörelse med motiveringen: 
| ”                 | Supermiljöbloggen, som visar att det går att starta inflytelserika och hållbara mediekanaler med hjälp av engagemang, kunskap och kompetens, snarare än med kapital. | „ |
| – Dagens opinion, | |   |

Årets Almedalsblogg 2012. Under Almedalsveckan 2012 delade Makthavare.se, Twingly, Bloggplats H12 och Almega ut priset årets almedalsbloggare. Supermiljöbloggen vann priset med motiveringen "Med stark och tydlig närvaro, påtagligt engagemang och kunskap, samt ett skickligt utnyttjande av teknikens alla möjligheter att nå ut med budskap har Årets Almedalsbloggare imponerat stort på juryn. Med en allt mer fragmentiserad Almedalsvecka ökar behovet av sakkunnig och specialiserad bevakning inom viktiga områden. Årets vinnare är ett utmärkt exempel på sådan bevakning. Det här är ett gäng som tydligt visat att de förtjänar utmärkelsen Årets Almedalsbloggare 2012."
Årets bästa gröna blogg 2011. I kategorin organisationsblogg utsåg En lagom dos grönt Supermiljöbloggen till årets gröna blogg 2011.